# Federico Capasso
Federico Capasso (Roma, 1949) è un fisico italiano naturalizzato statunitense.
Nel 1973 si laurea con lode in fisica presso l'Università La Sapienza a Roma,  dopo qualche anno di ricerca sulle fibre ottiche presso la Fondazione Bordoni, si trasferisce negli Stati Uniti presso i Laboratori Bell, dove è rimasto per 27 anni, prima come ricercatore, poi come manager e quindi come vice presidente della Divisione Ricerche Fisiche. Dal 2003 è Robert Wallace Professor of Applied Physics alla Harvard University.
È stato uno degli inventori del laser a cascata quantica, pioniere nella tecnica della struttura elettronica a bande, applicata a laser, a transistor a doppia eterogiunzione, fotodiodi a valanga.
Autore di oltre 300 pubblicazioni e di oltre 50 brevetti negli Stati Uniti. Fra i suoi contributi più notevoli vi sono alcune nanostrutture d'interesse tecnologico, come il laser a cascata quantica.

## Premi e onorificenze
Vincitore di numerosi premi internazionali tra cui:
- Nel 1991 il IEEE David Sarnoff Award.
- Nel 1993 il Newcomb Cleveland Prize.
- Nel 1994 il Welker Award [3].
- Nel 1995 la MRS Medal Awards [4].
- Nel 1997 la medaglia John Price Wetherill [5].
- Nel 1998 il IEEE/LEOS Streifer Award [6].
- Nel 2000 il The Willis E. Lamb Award [7].
- Nel 2001 il R. W. Wood Prize [8].
- Nel 2002 la Duddell Medal and Prize.
- Nel 2004 il Premio Caterina Tomassoni e Felice Pietro Chisesi [9].
- Nel 2004 la Edison Medal dell'Institute of Electrical and Electronics Engineers [10].
- Nel 2004 il Premio Arthur Schawlow della American Physical Society [11].
- Nel 2005 la Medaglia d'oro ai benemeriti della scuola della cultura e dell'arte [12].
- Nel 2005 il King Faisal Prize [13].
- Nel 2010 il Berthold Leibinger Zukunftspreis [14].
- Nel 2010 il Julius Springer Prize [15].
- Nel 2011 il Czochralski Award [16].
- Nel 2013 il SPIE Gold Medal prize [17].
- Nel 2013 il EPS QEOD Prize [18].
- Nel 2013 il Humboldt Research Award [19].
- Nel 2015 il Rumford Prize [20].
- Nel 2016 il Premio Balzan per la Fotonica applicata.
- Nel 2017 il Kenneth J Button Award [21].
- Nel 2018 il Premio Enrico Fermi.
- Nel 2019 la Medaglia Matteucci dell'Accademia nazionale delle scienze [22].
- Nel 2020 il Honorary Award [23].

Inoltre nel 2003 ha ricevuto la laurea honoris causa da parte dell'Università di Bologna  e nel 2011 da parte dell'Università degli Studi di Roma Tor Vergata  e dell'Università di Parigi-Diderot .